# Drosophila briegeri
Drosophila briegeri este o specie de muște din genul Drosophila, familia Drosophilidae, descrisă de Pavan și Breuer în anul 1954. Conform Catalogue of Life specia Drosophila briegeri nu are subspecii cunoscute.